# アルジェリア宇宙庁
アルジェリア宇宙庁（英: Algerian Space Agency、Agence Spatiale Algérienne、ASAL）はアルジェリアの宇宙機関。2002年に設立され、本部はアルジェに位置する。

## 概要
リモートセンシング衛星の活用を積極的に進めており、2002年、災害監視衛星コンステレーション（DMC）に参加するALSAT-1をSSTLから購入し、ロシアのコスモス3Mによって打ち上げた。これがアルジェリア初の人工衛星となった。
2006年1月にはEADS アストリアムとALSAT-2システムに関する契約を行い、アルジェリアのエンジニアへの指導を含めた衛星の設計・開発・打上げ・地上輸送、関連設備の敷設がアストリアムに任された。2機が製造される予定で、1機目のALSAT-2Aは2010年7月12日にインドのPSLV-CAで打ち上げられた。